# Don't Go Away Mad (Just Go Away)
"Don't Go Away Mad (Just Go Away)" är en sång från 1989 av det amerikanska hårdrock/glam metalbandet Mötley Crüe. Den skrevs av Nikki Sixx och Mick Mars. 
Den finns med på albumet Dr. Feelgood och 1990 släpptes den som singel. Den nådde en nittonde placering på Billboard Hot 100.

## Medverkande
- Vince Neil - sång
- Mick Mars - gitarr
- Nikki Sixx - bas
- Tommy Lee - trummor